# 35-те командування особливого призначення
XXXV (35-те) головне командування особливого призначення (нім. Höheres-Kommando z.b.V. XXXV) — спеціальне головне командування особливого призначення Сухопутних військ Вермахту за часів Другої світової війни. 20 січня 1942 року перетворене на 35-й армійський корпус.

## Історія
XXXV-е головне командування особливого призначення було сформоване 15 жовтня 1939 року у Глогау на території Генеральної губернії.

## Райони бойових дій
- Генеральна губернія (жовтень 1939 — червень 1941);
- СРСР (центральний напрямок) (червень — жовтень 1941);
- СРСР (південний напрямок) (жовтень 1941 — січень 1942).

## Командування

### Командири
- генерал від інфантерії Макс фон Шенкендорфф (нім. Max von Schenckendorff) (15 жовтня 1939 — 1 квітня 1941);
- генерал кінноти Рудольф Кох-Ерпах (нім. Rudolf Koch-Erpach) (1 квітня — 1 травня 1941);
- генерал артилерії Рудольф Кемпфе (нім. Rudolf Kaempfe) (1 травня 1941 — 20 січня 1942).

## Бойовий склад 35-го командування особливого призначення
Формування управління, забезпечення та підтримки
- 435-та батальйон зв'язку (Korps Nachrichten-Abteilung 435);
- 435-те управління корпусного постачання (Korps-Nachschubtruppen 435);
- 313-та телефоно-телеграфна рота Ландверу (Landwehr-Fernsprech-Kompanie 313);
- 35-й розвідувальний взвод (Aufklärungszug XXXV);
- 35-й мотоциклетний взвод підвезень (Kradmeldezug XXXV);
- 35-та польова пошта (Feldpostamt 35);
- 313-та служба підтримки громадського порядку (Ordnungsdienste 313).

- 213-та піхотна дивізія (213. Infanterie-Division);
- 217-та піхотна дивізія (217. Infanterie-Division);
- 228-ма піхотна дивізія (228. Infanterie-Division).

- 228-ма піхотна дивізія.

- 162-га піхотна дивізія (162. Infanterie-Division);
- 292-га піхотна дивізія (292. Infanterie-Division).

- 7-ма піхотна дивізія (7. Infanterie-Division);
- 23-тя піхотна дивізія (23. Infanterie-Division);
- 252-га піхотна дивізія (252. Infanterie-Division);
- 258-ма піхотна дивізія (258. Infanterie-Division);
- 268-ма піхотна дивізія (268. Infanterie-Division);
- 292-га піхотна дивізія.

- 7-ма піхотна дивізія;
- 23-тя піхотна дивізія;
- 131-ша піхотна дивізія (131. Infanterie-Division);
- 252-га піхотна дивізія;
- 258-ма піхотна дивізія;
- 268-ма піхотна дивізія;
- 292-га піхотна дивізія.

- 15-та піхотна дивізія (15. Infanterie-Division);
- 112-та піхотна дивізія (112. Infanterie-Division);
- 197-ма піхотна дивізія (197. Infanterie-Division);
- 293-тя піхотна дивізія (293. Infanterie-Division).

- 45-та піхотна дивізія (45. Infanterie-Division);
- 293-тя піхотна дивізія.

- 45-та піхотна дивізія;
- 112-та піхотна дивізія.

- 1-ша кавалерійська дивізія (1. Kavallerie-Division).
- 45-та піхотна дивізія;
- 112-та піхотна дивізія.

- 56-та піхотна дивізія (56. Infanterie-Division);
- 134-та піхотна дивізія (134. Infanterie-Division);
- 262-га піхотна дивізія (262. Infanterie-Division);
- 293-тя піхотна дивізія.